# Heidevolk
Heidevolk är ett nederländskt folk/viking metal-band, startat år 2002, i Gelderland. Bandets texter är på holländska och handlar om naturen, Gelderlands historia och om germansk religion. Många av deras låtar handlar om germanska gudar (som Wodan, Donar, Ziu, Frö & Freja). Deras musik innehåller även typiska folklåtar från norra Europa och de använder folkliga instrument som vikingahorn, flöjter, klassiska gitarrer bland många fler.

## Medlemmar
Nuvarande medlemmar
- Jacco de Wijs (Jacco Bühnebeest) – sång (2015–)
- Koen Romeijn (Koen Vuurdichter) – gitarr (2015–)
- Mat van Baest – gitarr (2020–)
- Rowan Middelwijk (Rowan Roodbaert) – bas (2006–)
- Kevin van den Heiligenberg – trummor (2022–)

Tidigare medlemmar
- Joris Boghtdrincker – sång (2002–2013)
- Jesse Vuerbaert (Ohtar) – sång (2002–2005)
- Niels Beenkerver – gitarr (2002–2005)
- Paul Braadvraat – bas (2002–2006)
- Sebas van Eldik (Sebas Bloeddorst) – gitarr (2002–2011)
- Joost Westdijk (Joost den Vellenknotscher) – gitarr (2002–2022)
- Reamon Bomenbreker – gitarr (2005–2015)
- Mark Splintervuyscht – sång (2005–2015)
- Stefanie Speervrouw – fiol (2007–2008)
- Kevin Vruchtbaert – gitarr (2012–2015)
- Lars Vogel (Lars Nachtbraeker) – sång (2013–2020)
- Kevin Storm – gitarr (2016–2018)

Turnerande medlemmar
- Kevin Storm – gitarr (2015)
- Jacco de Wijs – sång (2015)
- Koen Romeijn – gitarr (2015– )

## Diskografi
Studioalbum
- De strijdlust is geboren (2005)
- Walhalla wacht (2008)
- Uit oude grond (2010)
- Batavi (2012)
- Velua (2015)
- Vuur van verzet (2018)
- Wederkeer (2023)

EP
- Wodan heerst (2007)

Singlar
- "Het Gelders Volkslied" (2004)

Annat
- Black Sails over Europe (2009) (delad album: Týr / Heidevolk / Alestorm)